# Toxorhina taiwanicola
Toxorhina taiwanicola är en tvåvingeart som först beskrevs av Alexander 1923.  Toxorhina taiwanicola ingår i släktet Toxorhina och familjen småharkrankar. Inga underarter finns listade i Catalogue of Life.